# Aristogeitonia perrieri
Aristogeitonia perrieri là một loài thực vật có hoa trong họ Picrodendraceae. Loài này được (Leandri) Radcl.-Sm. mô tả khoa học đầu tiên năm 1988.